# Keene (Teksas)
Keene je grad u američkoj saveznoj državi Teksas. Prema popisu stanovništva iz 2010. u njemu je živjelo 6.106 stanovnika.